# Costus talbotii
Costus talbotii är en enhjärtbladig växtart som beskrevs av Henry Nicholas Ridley. Costus talbotii ingår i släktet Costus och familjen Costaceae.
Artens utbredningsområde är Nigeria. Inga underarter finns listade.